# Fohrenbühl
Der Fohrenbühl ist eine Passhöhe im Schwarzwald. Die Passstraße verbindet Hornberg im Gutachtal mit Schramberg im Schiltachtal und verläuft über Reichenbach und Lauterbach. Auf der Passhöhe (786 m ü. NHN) befindet sich eine kleine Ansiedlung. Diese Ansiedlung trägt auch den Namen Fohrenbühl und ist größtenteils ein Teil der Gemeinde Lauterbach (Schwarzwald) und wird als Lauterbach Ortsteil Fohrenbühl bezeichnet. Die Passhöhe Fohrenbühl sowie die Siedlung Fohrenbühl (Ortsteil Lauterbach) liegen unterhalb des Mooswaldkopfes, welcher eine der höchsten Erhebungen des mittleren Schwarzwaldes ist.
Eine auf der Kammlinie verlaufende Straße quert die Passstraße und teilt die Ansiedlung in einen Hornberger und einen Lauterbacher Teil, sie ist Teil der Nord-Süd-Fernwanderstrecke Mittelweg durch den Schwarzwald von Pforzheim nach Waldshut. Die Ansiedlung ist heute touristisch (vier Gastronomiebetriebe) und land- und forstwirtschaftlich orientiert.

## Geschichte
Auf dem Fohrenbühl verläuft die ehemalige Grenze zwischen Baden und Württemberg, eine Grenze, die von alters her stets zugleich Gemarkungs-, Staats- und Religionsgrenze war. Lauterbach gehörte als Teil der ehemaligen Grafschaft Hohenberg zu Vorderösterreich, fiel aber im Pressburger Frieden 1805 an Württemberg. Durch die vormalige österreichische Herrschaft war Lauterbach katholisch. Hornberg war württembergisch, somit evangelisch, und fiel im Jahr 1810 durch Tausch an das Großherzogtum Baden. Somit ergab sich das Kuriosum bei zwei gerade 25 m voneinander entfernten Gasthöfen, dass der zu Hornberg gehörige Gasthof Schwanen bis 1810 württembergisch war und dann badisch wurde, und der zuvor vorderösterreichische, weil zu Lauterbach gehörige Gasthof Adler ab dem Jahre 1805 an Württemberg fiel.

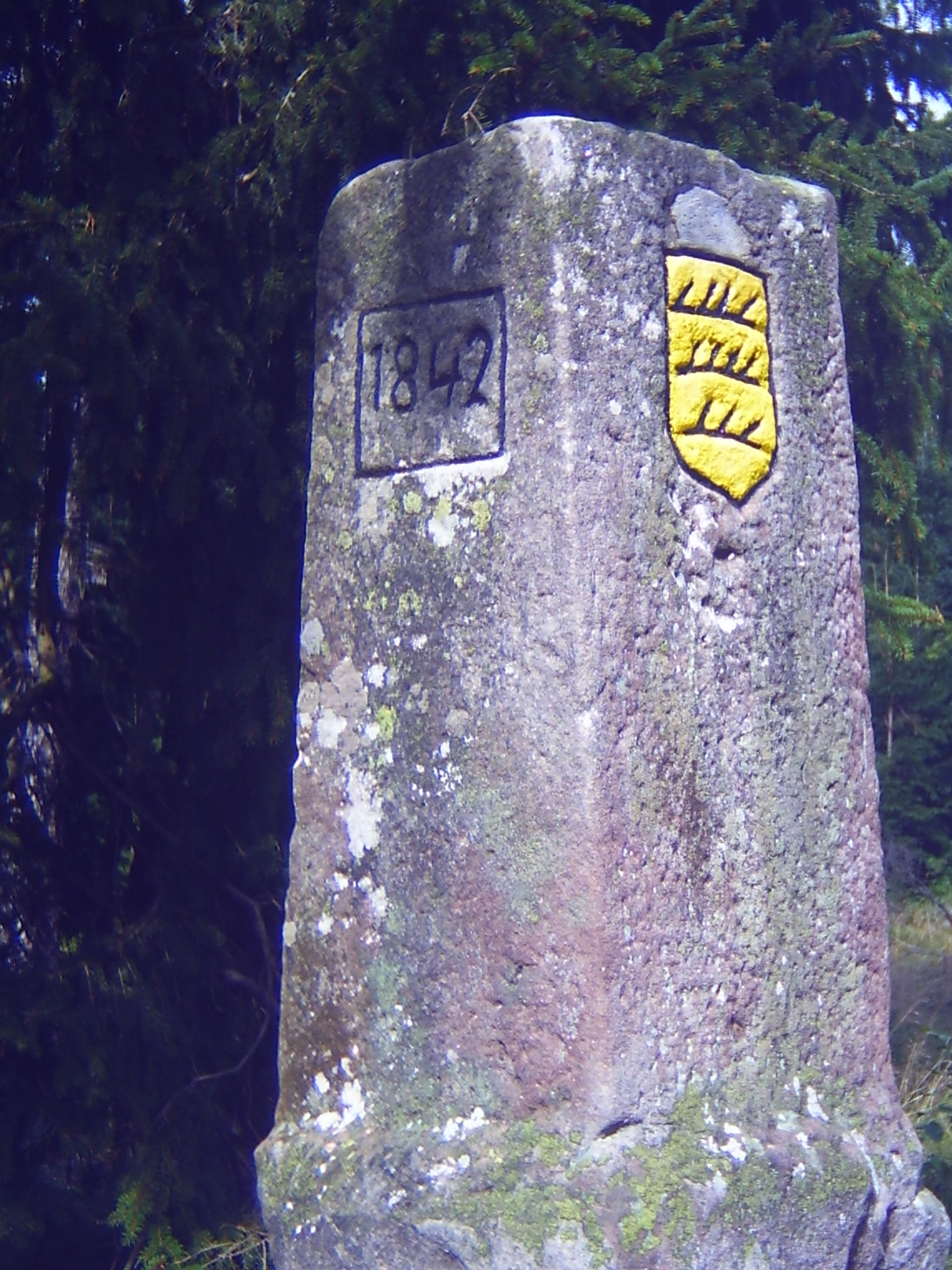
Grenzstein am Fohrenbühl von der württembergischen Seite
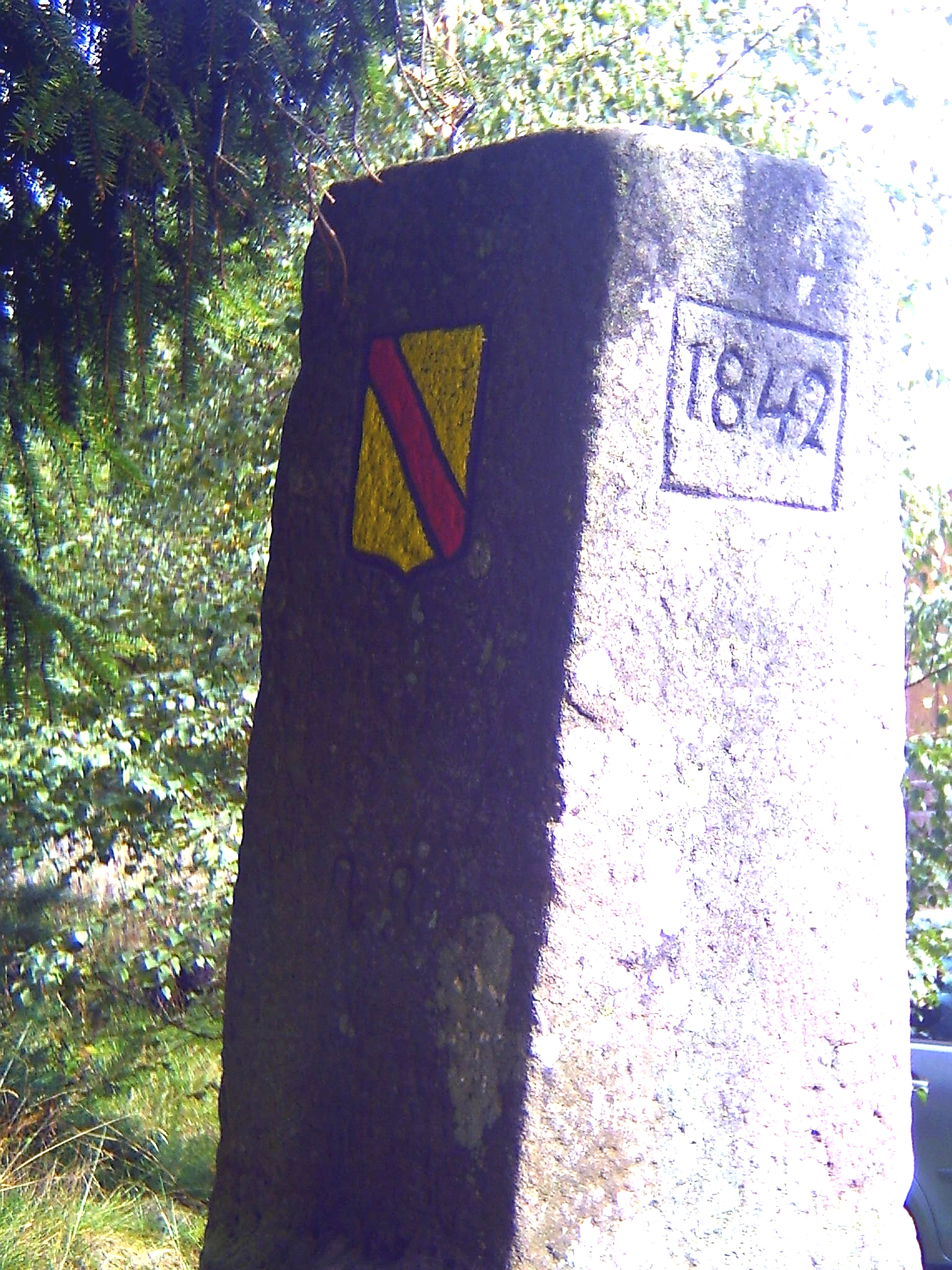
Grenzstein von der badischen Seite

## Schellenmarkt
Alljährlich findet zu Pfingsten auf dem Fohrenbühl ein Schellenmarkt genannter Jahrmarkt statt, der seinen Namen von den gehandelten Kuhglocken hat. Urkundlich ist dieser traditionelle Markt bereits im Jahre 1548 erwähnt worden. Ursprünglich war er ein traditionelles Treffen von Hirten, bei dem die Kuhglocken getauscht und selbsthergestellte Dinge wie Schnitzereien gehandelt wurden. Die Schellenmärkte zu Pfingsten waren früher im Schwarzwald weit verbreitet; heute findet lediglich ein weiterer Schellenmarkt, ebenfalls zu Pfingsten, auf dem Biereck bei Haslach statt.

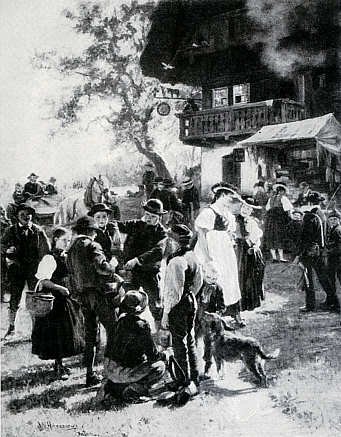
Wilhelm Hasemann: Schellenmarkt der Schwarzwälder Hirtenbuben (1885)

Es war ein Gewohnheitsrecht der Hirten, an den Pfingstfeiertagen dienstfrei zu haben; in seiner Erzählung Giftklärle schreibt Arthur Achleitner hierzu:
„… Ist das auch eine Art, am hellichten Tag die Weide zu verlassen? Und wegen was? Bloß damit der Kerl seine Vorbereitungen zum Schellenmarkt machen kann! Haha! Ich werd' ihm den Schellenhandel austreiben!“
„Na, Klärle! Es ist ja alter Brauch, daß die Hirten sich am Pfingstsonntag zum Schellenmarkt auf dem Fohrenbühl versammeln!“
„So, und soll dann vielleicht ich das Vieh hüten am Pfingstsonntag?“
„Wer redet denn von dir?! Das kann doch der nächstbeste Knecht besorgen. Der Pfingstsonntag gehört nun einmal seit undenklichen Zeiten den Hirten, und die Bauern des ganzen Bezirkes haben sich diesem Brauch gefügt und hüten am Jahrtag ihr Vieh selber!“
Das Treffen war für die Hirten ein wichtiger Tag im Kalender, an dem auch das Feiern und die Geselligkeit dazugehörte. Achleitner führt in einer Fußnote aus:

„Die Balgerei nach dem offiziellen Schellenmarkt ohne akuten Anlass ist traditionell und hat in der Folge dazu geführt, daß jeweils der Markt von der badischen, das Jahr darauf von der württembergischen Behörde verboten wurde. Das Bestehen der badischen Polizeistunde zwingt ohnehin die Zecher, nachts 11 Uhr den ‚Schwanen‘ zu verlassen und in den württembergischen ‚Adler‘ zu übersiedeln. Getanzt darf in keiner Wirtschaft werden. In neuerer Zeit verhindert polizeiliches Aufgebot von badischer Gendarmerie und württembergischen Landjägern größere Ausschreitungen.“

Heute wird der Schellenmarkt vom Schwanenwirt und dem Verein „Bies-Büdie Freiamt 05 e. V.“ organisiert, und es finden sich auch Fahrgeschäfte und andere Kirmesattraktionen ein. Der jährliche Andrang ist längst zu groß für die örtliche Gastronomie, so dass für den Besucherandrang ein Festzelt Raum schaffen muss; Blasmusikgruppen aus nah und fern sorgen für die Unterhaltung der Besucher. Aber auch heute noch gibt es manchmal am Pfingstsonntagabend eine Rauferei; geübte Kräfte sorgen jedoch rasch für Ruhe.

## Gastronomie

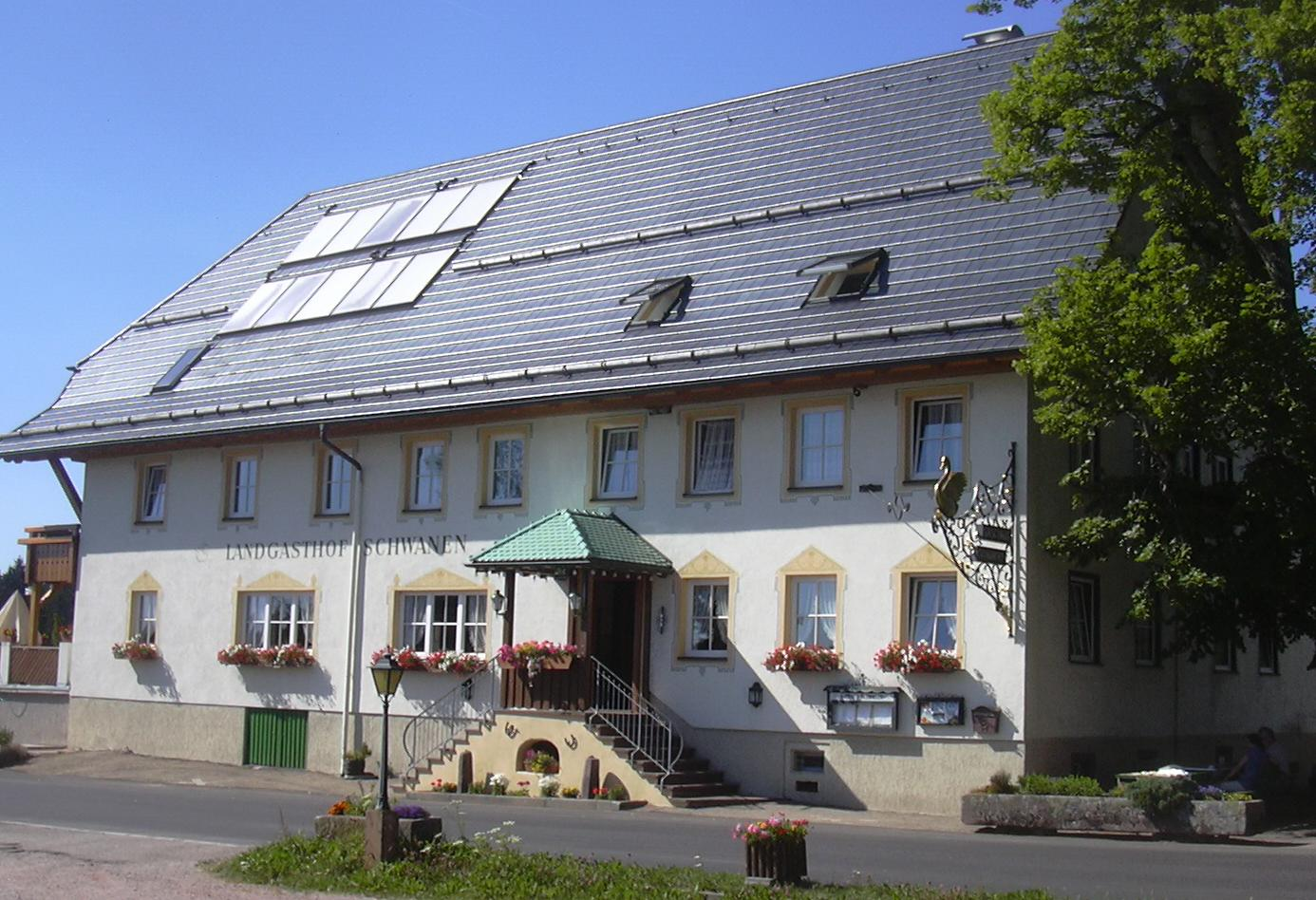
Landgasthof Schwanen

Das in Hornberg gelegene Stabswirtshaus Zum roten Löwen hatte ein Monopol auf den Gastronomiebetrieb für die Gemeinde Reichenbach (jetzt Ortsteil Reichenbach), und vom ersten Einspruch gegen diese Regelung im Jahre 1557 sollten noch 235 Jahre vergehen, bis in der Gemarkung Reichenbach Gasthäuser öffnen durften. Auf dem Fohrenbühl konnte im Jahre 1785 das Gasthaus Zum Schwanen öffnen. Das auf der anderen Grenzseite auf Lauterbacher Gemarkung gelegene Gasthaus Adler existiert bereits seit 1780, zwei weitere Gastronomiebetriebe (Landhaus Lauble und Gedächtnishaus Fohrenbühl) sind im 20. Jahrhundert hinzugekommen.